# Okrožno sodišče na Ptuju
Okrožno sodišče na Ptuju je okrožno sodišče Republike Slovenije s sedežem na Ptuju, ki spada pod Višje sodišče v Mariboru. Trenutna predsednica (2024) je Albina Hrnec Pečnik.
Pod to okrožno sodišče spadajo naslednja okrajna sodišča:
- Okrajno sodišče na Ptuju
- Okrajno sodišče v Ormožu